# Samara Ortiz
Samara Ortiz Cruz (Madrid, 16 de julio de 1997), es una futbolista española nacionalizada azerí que juega como defensa en el RC Deportivo La Coruña de la Primera División Femenina de España de España.

## Selección nacional
Ortiz representó a Azerbaiyán durante las fases clasificatorias de las ediciones 2015 y 2016 del Campeonato Europeo Femenino Sub-19 de la UEFA.

## Clubes
| Club                   | País      | Año       |
| ---------------------- | --------- | --------- |
| Rayo Vallecano         | España    | 2014-15   |
| C. D. Canillas         | España    | 2014-16   |
| C. D. TACON            | España    | 2016-20   |
| Real Madrid C. F.      | España    | 2020-21   |
| Brøndby IF             | Dinamarca | 2021-22   |
| RC Deportivo La Coruña | España    | 2022-Act. |

## Vida personal
Ortiz proviene de una familia hispanocubana. Su hermana gemela Malena Ortiz también es futbolista profesional. Ambas se han nacionalizado azeríes por requerimiento de la entonces seleccionadora sub-19 de Azerbaiyán, la también madrileña Patricia González.